# Anđeo
Anđeo est un prénom masculin croate pouvant désigner :

## Prénom
- Anđeo Kraljević (en) (1807-1879), prélat catholique croate
- Anđeo Lovrov Zadranin (en) (XIVe siècle), architecte croate
- Anđeo Zvizdović (en) (c. 1420-1498), évangéliste franciscain en Bosnie